# Pierre Biétry
Pour les articles homonymes, voir Biétry.
Pierre Biétry, né le 9 mai 1872 à Fêche-l'Église (Territoire de Belfort) et mort le 3 décembre 1918 à Saïgon, est un homme politique français et leader syndicaliste sous la Troisième République. D'abord socialiste et dreyfusard, il devient progressivement nationaliste et antisémite à partir du début de la décennie 1900-1910. 
Avec Paul Lanoir, il est le principal dirigeant de la Fédération nationale des Jaunes de France de 1902 à 1912 créer en partie pour lutter contre l'influence de la Confédération générale du travail (CGT) sur le monde ouvrier. 

## Biographie
Pierre Biétry est un aventurier qui baroude en Algérie avant de travailler dans l'horlogerie en Suisse et en Allemagne, et de se fixer dans le Doubs. Embauché chez Japy, il commence par militer à gauche, adhère au Parti ouvrier français de Jules Guesde, puis devient secrétaire de la Fédération socialiste où il organise les syndicats. En 1899, il prend la tête d'un défilé de 4 000 ouvriers qui marchent sur Paris depuis Belfort, mais ils sont dispersés par l'armée.
C'est un coup d'arrêt pour lui. Il rejoint alors en 1901 l'Union fédérative des syndicats et groupements ouvriers professionnels de France et des colonies, syndicat fondé par Paul Lanoir pour tenter de fédérer le syndicalisme jaune. Il en prend rapidement la tête en avril 1902. 
En 1902, Pierre Biétry rompt avec le fondateur de l'Union fédérative des syndicats et groupements ouvriers professionnels de France et des colonies, Paul Lanoir, pour fonder la Fédération nationale des Jaunes de France.
Puis, il fonde le Parti socialiste national (PSN) qui, en 1903, est dissous.
En décembre 1909, il fonde un nouvel hebdomadaire La Voix française.
De 1906 à 1910, il est député de Brest, puis meurt à Saïgon en 1918.
Il est le grand-père maternel de Pierre Salinger, journaliste et porte-parole de John Fitzgerald Kennedy.

### Thèses
Biétry prône la réalisation de la renaissance nationale par la réconciliation des classes sur un programme de justice sociale, rejetant la lutte des classes. Il milite pour participation des ouvriers à la propriété des moyens de production dans une perspective antisocialiste (le « propriétarisme »), et contre l'anticléricalisme, principalement au sein de l'école. En février 1910, il dépose un projet de loi sur la séparation des écoles et de l’État.

## Publications
- Le Jaune, bulletin des bourses libres du travail, 1907.
- Le Socialisme et les Jaunes.
- Les Jaunes de France et la question ouvrière.
- Le Trépied, 1912.